# 克里·奥布赖恩
克里·奥布赖恩（英語：Kerry O'Brien，1946年4月17日—），澳大利亚男子田径运动员。他曾代表澳大利亚参加1966年和1970年英联邦运动会田径比赛，获得一枚银牌。他也曾参加1968年和1972年夏季奥运会。